# 菊池道人
菊池 道人（きくち みちと、1961年9月4日 - 2020年5月17日）は日本の歴史小説作家、時代小説作家、ノンフィクション作家。愛知県豊橋市生まれ。早稲田大学卒業。

## 略歴
早稲田大学第一文学部卒。大学在学時に「歴史文学ロマンの会」に参加する。卒業後塾講師を経て1988年（昭和63年）、現代小説の『早稲田野球部初代主将』でデビュー。その後伝奇時代小説を主に執筆した後、本格的な歴史小説を手掛ける。
2020年5月17日死去。

## 著書
- 『早稲田野球部初代主将』（1988年9月、前野書店）
- 『虹のスラッガー 河合君次伝』（1991年8月、前野書店）
- 『青竜の旅人 関羽』（1993年12月、コーエー）
- 『夜叉元禄戯画 新説・忠臣蔵 甲州・紀州代理戦争の前哨戦』1-2（1994年、ベストセラーズワニの本）
- 『逆転大坂の陣 風雲・真田幸村編』（1996年6月、学研歴史群像新書）
- 『逆転大坂の陣2 驍将・伊達政宗編』（1996年11月、学研歴史群像新書）
- 『大塩平八郎起つ』（1998年6月、広済堂文庫）
- 『赤穂浪士の参謀 吉田忠左衛門』（1999年2月、広済堂文庫）
- 『丹羽長秀 信長と秀吉を補佐した「信義」の武将』（1999年3月、PHP文庫）
- 『蒙古襲来』（2000年11月、PHP文庫）
- 『榊原康政 家康を支えた知勇兼備の武将』（2001年12月、PHP文庫）
- 『北条氏康 信玄・謙信と覇を競った関東の雄』（2002年12月、PHP文庫）
- 『斎藤一 新選組三番隊組長』（2003年11月、PHP文庫）
- 『周瑜 「赤壁の戦い」を勝利に導いた呉の知将』（2004年7月、PHP文庫）
- 『関羽 「義」に生きた知勇兼備の武人』（2005年3月、PHP文庫）
- 『ライバル対決で読む日本史 古代から近代まで、歴史を作った名勝負』（2006年8月、PHP研究所）
- 『戦国武将 名将の頭の中 「勝負所」で勝つ法』（2007年6月、三笠書房知的生きかた文庫）
- 『戦国武将と名参謀 逆転の行動学』（2008年12月、学研M文庫）
- 『アジア主義の行方・宮崎龍介小伝』（2017年6月、一人社）
- 『畠山重忠』１～4（2017年8月/9月、一人社）
- 『野球今昔物語』（2017年12月、一人社）
- もしもの日本史・創作シリーズ　光秀と藤孝（2020年2月号～6月号（未完）、春陽堂書店　Web新小説）
- 『戦国武将に学ぶ逆転人生』（2022年7月、プレジデント社）